# دنیس برودر
دنیس برودر (انگلیسی: Denis Brodeur; ۱۲ اکتبر ۱۹۳۰ – ۲۶ سپتامبر ۲۰۱۳) ورزشکار هاکی روی یخ اهل کانادا بود.
وی در مسابقات کشوری و بین‌المللی در مجموع برندهٔ ۱ مدال برنز شده‌است.